# Temporada do Club Universitario de Deportes de 2006
O Club Universitario de Deportes em 2006, participou de duas competições: Campeonato Peruano e Copa Libertadores.

## Competições

### Campeonato Peruano
O Torneio Descentralizado da Primeira Divisão Peruana de Futebol Profissional 2006 foi a 90ª edição da Liga Peruana.  

#### Classificação Geral
| Classificação | Classificação             | Classificação | Classificação | Classificação | Classificação | Classificação | Classificação | Classificação | Classificação |
| Pos           | Time                      | PG            | J             | V             | E             | D             | GP            | GS            | SG            |
| ------------- | ------------------------- | ------------- | ------------- | ------------- | ------------- | ------------- | ------------- | ------------- | ------------- |
| 5             | Universitario de Deportes | 72            | 44            | 20            | 12            | 12            | 64            | 42            | +22           |

### Copa Libertadores
A Copa Libertadores 2006 foi a quadragésima sétima edição do mais importante torneio de clubes da América do Sul, organizada pela Confederação Sul-Americana de Futebol. O Universitario começou a copa eliminando o Nacional na primeira fase, depois na fase de grupos terminou na quarta colocação e foi eliminado.

#### Primeira fase
| 24 de janeiro Ida | Nacional | 2 - 2 | Universitario | Asunción |
|                   |          |       | {{{golos2}}}  |          |

O Universitario de Deportes se classificou para o grupo 5 da Copa Libertadores da América, após empatar em zero com o Nacional do Paraguai, no jogo de volta.
| 31 de janeiro Volta | Universitario | 0 - 0 | Nacional     | Lima                  |  |
|                     |               |       | {{{golos2}}} | Estádio: Monumental U |  |

#### Fase de grupos
| Classificação - Grupo 5 | Classificação - Grupo 5   | Classificação - Grupo 5 | Classificação - Grupo 5 | Classificação - Grupo 5 | Classificação - Grupo 5 | Classificação - Grupo 5 | Classificação - Grupo 5 | Classificação - Grupo 5 | Classificação - Grupo 5 |
| Pos                     | Time                      | PG                      | J                       | V                       | E                       | D                       | GP                      | GS                      | SG                      |
| ----------------------- | ------------------------- | ----------------------- | ----------------------- | ----------------------- | ----------------------- | ----------------------- | ----------------------- | ----------------------- | ----------------------- |
| 4                       | Universitario de Deportes | 2                       | 6                       | 0                       | 2                       | 4                       | 5                       | 12                      | –7                      |

| 7 de fevereiro | Rocha | 0 - 0 | Universitario | Maldonado, Uruguai |
|                |       |       | {{{golos2}}}  |                    |

| 16 de fevereiro | Universitario | 1 - 2 | LDU          | Lima, Peru |
|                 |               |       | {{{golos2}}} |            |

| 7 de março | Universitario | 0 - 1 | Vélez Sarsfield | Lima, Peru |
|            |               |       | {{{golos2}}}    |            |

| 14 de março | Vélez Sarsfield | 4 - 3 | Universitario | Buenos Aires, Argentina |
|             |                 |       | {{{golos2}}}  |                         |

| 6 de abril | LDU | 4 - 0 | Universitario | Quito, Equador |
|            |     |       | {{{golos2}}}  |                |

| 18 de abril | Universitario | 1 - 1 | Rocha        | Lima, Peru |
|             |               |       | {{{golos2}}} |            |